# A.C. Williams
A.C. Williams – międzynarodowy angielski sędzia piłkarski.
Williams sędziował jeden mecz na Letnich Igrzyskach Olimpijskich 1948. 26 lipca 1948 roku, w meczu pierwszej fazy zawodów, Luksemburg pokonał 6–0 reprezentację Afganistanu.
Pochodził z Brighton.